# Ternstroemia wallichiana
Ternstroemia wallichiana är en tvåhjärtbladig växtart som först beskrevs av William Griffiths, och fick sitt nu gällande namn av Ridley. Ternstroemia wallichiana ingår i släktet Ternstroemia och familjen Pentaphylacaceae. Inga underarter finns listade i Catalogue of Life.